# Аксенгир (Жамбылский район)
Аксенгир (каз. Ақсеңгір) — село в Жамбылском районе Алматинской области Казахстана. Административный центр Аксенгирского сельского округа. Первоначально село носило название Аксенгер, чтобы не было путаницы с названием станции, в 1980 году село переименовали в Аксенгир. Код КАТО — 194237100.

## Население
В 1999 году население села составляло 1395 человек (696 мужчин и 699 женщин). По данным переписи 2009 года, в селе проживало 1607 человек (802 мужчины и 805 женщин).